# 大きな月
「大きな月」（おおきなつき）とは、1999年8月 - 9月、NHKの『みんなのうた』で放送された曲。歌は森若香織。影絵の制作は藤城清治。